# Głuchowiec (Ukraina)
Głuchowiec lub Głuchowieca (ukr. Глухівець, Hłuchiweć) – wieś na Ukrainie, w obwodzie lwowskim, w rejonie stryjskim (do 2020 roku w rejonie mikołajowskim). W 2001 miejscowość liczyła ok. 120 mieszkańców.